# Археологія Луганської області
Археологія Луганської області вивчає стародавнє минул Луганської області методами археології.

## Давньокам'яна доба

### Рання давньокам'яна доба
Археологічні пам’ятки свідчать, що територія Луганської області була освоєна людьми ще за часів ранньої давньокам'яної доби 300—100 тисяч років  тому.

### Середня давньокам'яна доба
Пам'ятки мустьєрської культури 100—32 тисяч років тому: крем'яні знаряддя виявлено поблизу села Колесниківки Станично-Луганського району та в межах Луганська.
Інші поселення у Червоному Ярі (місцевість у місті Луганськ) та на Деркулі. 

### Пізня давньокам'яна доба
В околицях села Весела Гора Слов’яносербського району виявлено знахідки пізньої давньокам'яної доби 40—10 тисяч років тому.
Інша відома пам'ятка - Кринична Балка.   

## Середньокам'яна доба

### Ранньосередньокам'яна доба
В області виявлені одні з основних пам'ятое осокорівської культури - Рогалик-1 та Рогалик-2. Осокорівська культура належить до південного степового азово-чорноморського середньокамяного краю України, характерною рисою були знаряддя з мікролітів.

### Пізньосередньокам'яна доба
Осокорівську культуру змінила ненаситецько-моспинська група пам'яток серед яких: Тепле, Мілове, Зимівник, Мурзина Балка.
Поселення мисливців та рибалок середньокам'яної доби 10—8 тисяч років тому досліджені біля селища Петропавлівка Станично-Луганського району.

## Новокам'яна доба
В межах області на Сіверському Донці та його притоках виявлено близько 20 поселень новокам'яної доби (6—4 тисячоріччя до Р.Х.). Найбільш важливим з них є поселення біля села Підгорівки Старобільського району.

## Мідна та бронзова доба
За доби міді-бронзи (III — початок І тисячоріччя до Р. Х.) територію сучасної Луганської області заселяли скотарсько-землеробські племена. З цього часу залишилося численні пам'ятки:
- курганні могильники - біля селища Комишуваха Лисичанського району, в Луганську та інших місцях;
- поселень - селище Борівське Лисичанського району, село Кондрашівка Станично-Луганського району;
- скарби металевих виробів - село Кримське Слов’яносербського району, село Райгородка Новоайдарського району;
- міднорудні шахти - селище Калинове Лисичанського району.

## Залізна доба

### Скіфи
В Луганській області відомі пам’ятки скіфської доби (VII—III сторіччя до Р. Х.):
- кургани біля села Кам’янки;
- пов’язане з виплавкою заліза поселення біля села Городище Перевальського району;

### Сармати
Біля селища Нижня Дуванка Сватівського району розкопані кургани сарматського часу (II сторіччя до Р. Х. — II сторіччя Р. Х.).

## Раннє Середньовіччя

### Салтівська культура
В області виявлено поселення та могильники так званої Салтівської культури (VIII—X сторіччя до Р. Х.), яку залишили нащадки сарматів — алани. Найбільш відомі з них є могильник біля села Нещеретового Білокуракинського району та городище біля селища Петрівка Станично-Луганського району.
Наприкінці IX сторіччі сюди перекочували печеніги.

## Пізнє середньовіччя

### Половці та Русь
Залишені кочовими народностями курганні поховання та кам’яні баби, встановлені на курганах та висотах.
У 1185 році по території краю зробив похід проти половців новгород-сіверський князь Ігор Святославич. Тут же відбувся і бій його дружини з половцями, що закінчився поразкою руського війська і полоненням Ігоря.
Коли ж настало перемир’я, між Руссю і кочовиками велася інтенсивна торгівля. Русь починає справляти величезний вплив на господарство і культуру кочовиків. Завдяки цьому деякі племена переходять до осілого життя, починають займатися землеробством. Кочовики селилися, як правило, поблизу кордонів Давньоруської держави, ставали її підданими. В свою чергу і руське населення проникає в степи, де утворюються перші руські поселення.

#### Монголо-татарське вторгнення
У 1223—1224 роках край захопили монголо-татари, які обезлюдили його. Через Дике поле проходили шляхи, якими кримські татари вторгалися в межі Московського князівства. Один з них — Кальміуський шлях (сакма), що сполучав Московське князівство з Кримом, пролягав вздовж узбережжя Азовського моря, перетинав річки Кальміус і Сіверський Донець недалеко від впадіння в нього річки Борової.